# Kanton Gouzon
Der Kanton Gouzon (okzitanisch Canton Gosom) ist seit 2015 ein französischer Wahlkreis im Département Creuse in der Region Nouvelle-Aquitaine; sein Bureau centralisateur befindet sich in  Gouzon.

## Lage
Der Kanton liegt im Zentrum des Départements Creuse nördlich von Aubusson.

## Geschichte
Der Kanton entstand am 22. März 2015 mit der Neuordnung der Kantone in Frankreich. Die Gemeinden des neuen Kantons kommen aus den bisherigen Kantonen Chénérailles (10 Gemeinden), Jarnages (10 Gemeinden), Ahun (3 Gemeinden), Chambon-sur-Voueize (2 Gemeinden) und Guéret-Nord (1 Gemeinde).

## Gemeinden
Der Kanton besteht aus 24 Gemeinden mit insgesamt 9374 Einwohnern (Stand: 1. Januar 2022) auf einer Gesamtfläche von 538,63 km²:
| Gemeinde                 | Einwohner 1. Januar 2022 | Fläche km² | Dichte Einw./km² | Code INSEE | Postleitzahl |
| ------------------------ | ------------------------ | ---------- | ---------------- | ---------- | ------------ |
| Chénérailles             | 736                      | 7,77       | 95               | 23061      | 23130        |
| Cressat                  | 514                      | 33,41      | 15               | 23068      | 23140        |
| Domeyrot                 | 232                      | 24,59      | 9                | 23072      | 23140        |
| Gouzon                   | 1.565                    | 50,03      | 31               | 23093      | 23230        |
| Issoudun-Létrieix        | 292                      | 26,43      | 11               | 23097      | 23130        |
| Jarnages                 | 477                      | 9,17       | 52               | 23100      | 23140        |
| La Celle-sous-Gouzon     | 159                      | 14,07      | 11               | 23040      | 23230        |
| Ladapeyre                | 356                      | 30,63      | 12               | 23102      | 23270        |
| Lavaveix-les-Mines       | 642                      | 4,71       | 136              | 23105      | 23150        |
| Le Chauchet              | 105                      | 10,62      | 10               | 23058      | 23130        |
| Parsac                   | 823                      | 53,92      | 15               | 23149      | 23140        |
| Peyrat-la-Nonière        | 422                      | 41,40      | 10               | 23151      | 23130        |
| Pierrefitte              | 68                       | 6,40       | 11               | 23152      | 23130        |
| Pionnat                  | 715                      | 41,77      | 17               | 23154      | 23140        |
| Puy-Malsignat            | 144                      | 12,61      | 11               | 23159      | 23130        |
| Saint-Chabrais           | 317                      | 24,94      | 13               | 23185      | 23130        |
| Saint-Dizier-la-Tour     | 180                      | 16,99      | 11               | 23187      | 23130        |
| Saint-Julien-le-Châtel   | 150                      | 15,30      | 10               | 23204      | 23130        |
| Saint-Loup               | 192                      | 18,82      | 10               | 23209      | 23130        |
| Saint-Médard-la-Rochette | 553                      | 38,92      | 14               | 23220      | 23200        |
| Saint-Pardoux-les-Cards  | 289                      | 24,76      | 12               | 23229      | 23150        |
| Saint-Silvain-sous-Toulx | 147                      | 14,57      | 10               | 23243      | 23140        |
| Trois-Fonds              | 132                      | 9,53       | 14               | 23255      | 23230        |
| Vigeville                | 164                      | 7,27       | 23               | 23262      | 23140        |
| Kanton Gouzon            | 9.374                    | 538,63     | 17               | 2310       | –            |

## Veränderungen im Gemeindebestand seit der landesweiten Neuordnung der Kantone
2025: Fusion Parsac-Rimondeix und Blaudeix → Parsac
2016: Fusion Parsac und Rimondeix → Parsac-Rimondeix

## Politik
| Vertreter im conseil général des Départements | Vertreter im conseil général des Départements | Vertreter im conseil général des Départements |
| Amtszeit                                      | Name                                          | Partei                                        |
| --------------------------------------------- | --------------------------------------------- | --------------------------------------------- |
| 2015–2021                                     | Marie-Christine Bunlon Patrice Morançais      | LR                                            |
| 2021–                                         | Marie-Christine Bunlon Patrice Morançais      | LR                                            |